# One More Light
One More Light —en español: «Una luz más»— es el séptimo álbum de estudio de la banda estadounidense de rock Linkin Park. Se publicó el 19 de mayo de 2017 a través de Warner Bros. Records  y Machine Shop Records, siguiendo a su publicación de 2014, The Hunting Party. Es el primer álbum con un tema que le da su nombre y la banda lo eligió al considerar que representa el corazón del disco. El primer sencillo, "Heavy", fue publicado el 16 de febrero. 
One More Light es el último álbum de la banda con Chester Bennington como vocalista principal antes de que falleciera el 20 de julio de 2017, también es el último album con Rob Bourdon como baterista.
El álbum presenta a Pusha T, Stormzy y Kiiara como cantantes invitados, y el proceso de producción y composición contó con las colaboraciones de Julia Michaels, Ilsey Juber,Justin Tranter, Ross Golan, Andrew Goldstein, blackbear y Eg White.

## Contexto
En 2014, Linkin Park publicó su sexto álbum de estudio, The Hunting Party. Producido por Mike Shinoda y Brad Delson, marcó un cambio en el sonido de rock en general de sus trabajos anteriores que habían sido producidos con la ayuda de Rick Rubin. Desde mayo de 2014 hasta septiembre de 2015 la banda se embarcó en The Hunting Party Tour, una gira internacional para promocionar el álbum. En junio de 2015, el proyecto de hip-hop de Shinoda, Fort Minor, hizo su regreso con «Welcome» y el cantante dio giras en solitario. Mientras tanto, Chester Bennington se encontraba de gira con Stone Temple Pilots, reemplazando como vocalista a Scott Weiland. Chester abandonaría el grupo en noviembre de ese año para enfocarse en el trabajo con Linkin Park. La producción de One More Light comenzó a fines de 2015 una vez que la banda concluyó con la gira internacional. Durante la composición, Linkin Park además colaboró con otros artistas en material no relacionado con su música: con Martin Garrix en el tema «Waiting For Tomorrow», con The Lonely Island en «Things In My Jeep» para la banda sonora de la película Popstar: Never Stop Never Stopping y con Jensen Karp en «Like Riding a Bike».

## Composición y grabación

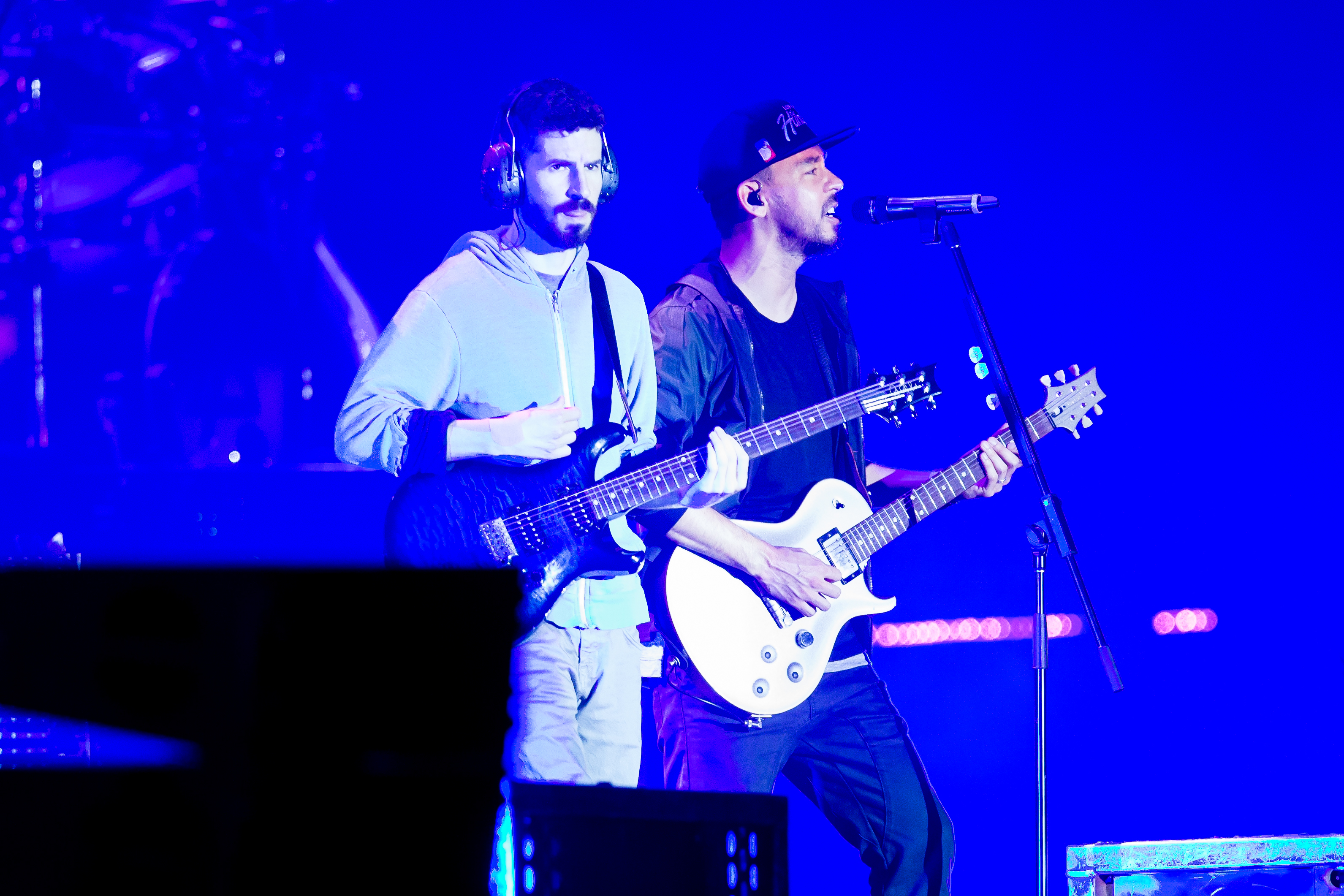
Brad Delson (izquierda) y Mike Shinoda (derecha) en un concierto de agosto de 2015, en Hockenheim, Alemania. Ambos fueron los productores de One More Light, al igual que en el álbum de 2014 The Hunting Party.

Linkin Park comenzó a trabajar en su nuevo álbum en noviembre de 2015. Al igual que su predecesor, The Hunting Party, el álbum fue producido por los miembros del grupo Mike Shinoda y Brad Delson. La composición y grabación se llevó a cabo en Los Ángeles, principalmente, pero también hubo sesiones con escritores en Londres y en Vancouver. La banda comenzó a trabajar en Larrabee Studios, pero más tarde se mudó a Sphere Studios donde contaban con más espacio. A lo largo del proceso, acostumbraron a publicar videos o enviar mensajes a través de listas de correo para los fanes desde el estudio, brindándoles noticias y actualizaciones sobre el álbum. Todas las canciones fueron compuestas con un enfoque distinto y nuevo para la banda; comenzaron escribiendo la melodía y las letras antes que la música o el género, algo que el productor Rick Rubin ya les había recomendado en trabajos anteriores. En una nota para Rolling Stone en enero de 2016, Shinoda afirmó que estaban experimentando mucho con las direcciones que la banda podía tomar y confirmó que estaban haciendo énfasis en las letras y las melodías, por lo que no sabía qué tipo de sonido tendría el álbum. En febrero, Shinoda también dirigió un mensaje a los seguidores de la banda en el que explicaba que desde un principio siempre se habían enfocado en el aspecto musical al realizar una composición y que, por ello, muchas veces algunos temas eran descartados porque no podían encontrar una letra que quedara bien con la música. En álbumes más recientes, habían usado letras improvisadas o scat más temprano en el proceso, pero en este caso iban a componer «de manera más tradicional», comenzando por las partes fundamentales de la canción antes de agregar la música. Añadió que esta técnica estaba dando resultado y que estaban consiguiendo «historias y contenidos emotivos» y material «realmente poderoso».
Otra novedad en el proceso fue la inclusión de distintos escritores como ayuda externa para crear las canciones. El guitarrista Brad Delson afirmó que, si bien la tarea de componer canciones no les era extraña, invitar a otros al proceso le parecía «emocionante» debido a que generaría resultados más variados. Shinoda añadió que con quienes estaban colaborando no eran artistas como los que la gente conoce, sino autores de canciones que a veces trabajan para esos artistas, y la idea era recibir ayuda de especialistas que llevan años escribiendo música. Mientras que la mayoría de los colaboradores eran escritores, la banda también incluyó productores vocales para tener nuevas perspectivas sobre cómo abordar las voces en el álbum. Entre los colaboradores se encuentran los compositores Julia Michaels, Justin Tranter, Justin Parker y Eg White, y los productores Blackbear, RAC, J. R. Rotem y Emily Wright, entre otros.
Delson, al hablar para Billboard en abril, contó que la composición se estaba dando de manera natural y el DJ Joe Hahn añadió que tenían «una montaña de material» escrito. Desde el principio del proceso, la banda preveía que el lanzamiento del álbum sucedería durante la segunda mitad del año, pero en junio Shinoda admitió que no estaba completamente seguro de si sería terminado a tiempo. En septiembre, Bennington declaró en un video desde el estudio que estaba orgulloso de lo que habían hecho hasta el momento y que tenían mucho material que esperaba que desafiara a sus fanes y los inspirara tanto como los inspiraba a ellos. Tres meses más tarde, explicó que el álbum estaba en las etapas finales de mezcla de audio y estimó su fecha de publicación para el primer cuarto del año 2017. Además se refirió al proceso de grabación y expresó lo siguiente:

He estado concentrado en el nuevo álbum de Linkin Park y estoy extremadamente ansioso. Hemos trabajado con muchos grandes colaboradores en cuanto se refiere a la composición. [...] Esta vez teníamos mucha curiosidad sobre cómo trabajan otros artistas y otros compositores porque nos gusta obtener tanta información como podamos y expandir nuestra educación, por decirlo de alguna manera. Vemos a la música de la misma forma que lo doctores ven la medicina. Siempre hay evolución, siempre hay algo nuevo que puedes aprender, así que no descansamos en lo que ya sabemos hacer.

El 7 de febrero de 2017, Shinoda reiteró lo dicho por Bennington y reveló que el trabajo incluiría la participación de cantantes invitados, quienes resultaron ser los raperos Pusha T y Stormzy, que aportan sus versos a «Good Goodbye», y la cantante de pop Kiiara que canta a dueto con Bennington en el primer sencillo, «Heavy». El 16 de ese mismo mes, el grupo anunció definitivamente el título de One More Light y su fecha de publicación para el 19 de mayo de 2017.

## Estilo musical
A principios de 2017, y durante una sesión de preguntas y respuestas, Shinoda reveló que el álbum sonaría distinto a trabajos anteriores de la banda, que los seguidores iban a ser sorprendidos y que «esperaran lo inesperado, no lo que ya habían escuchado antes». En una entrevista afirmó que One More Light mezclaba muchos géneros distintos: «estilísticamente quisimos mezclar todos los sonidos y géneros de una manera en que no puedan distinguirse entre sí». Añadió que «hasta cierto punto, es un disco muy pulido».

## Promoción
En febrero de 2017, la banda publicó vídeos promocionales en sus cuentas de redes sociales, en los que se los mostraba preparando nuevo material para el álbum.

## Lista de canciones
| N.º   | Título                                 | Escritor(es)                                                                  | Duración |  |
| 1.    | «Nobody Can Save Me»                   | Mike Shinoda, Brad Delson, Jon Green                                          | 3:45     |  |
| 2.    | «Good Goodbye» (con Pusha T y Stormzy) | Mike Shinoda, Brad Delson, Jesse Shatkin, Terrence Thornton, Michael Omari    | 3:31     |  |
| 3.    | «Talking to Myself»                    | Mike Shinoda, Brad Delson, Ilsey Juber, J.R. Rotem                            | 3:51     |  |
| 4.    | «Battle Symphony»                      | Mike Shinoda, Brad Delson, Jon Green                                          | 3:36     |  |
| 5.    | «Invisible»                            | Mike Shinoda, Justin Parker                                                   | 3:34     |  |
| 6.    | «Heavy» (con Kiiara)                   | Mike Shinoda, Brad Delson, Chester Bennington, Julia Michaels, Justin Tranter | 2:49     |  |
| 7.    | «Sorry for Now»                        | Mike Shinoda                                                                  | 3:23     |  |
| 8.    | «Halfway Right»                        | Mike Shinoda, Brad Delson, Chester Bennington, Ross Golan                     | 3:37     |  |
| 9.    | «One More Light»                       | Mike Shinoda, Francis White                                                   | 4:15     |  |
| 10.   | «Sharp Edges»                          | Mike Shinoda, Brad Delson, Ilsey Juber                                        | 2:58     |  |
| 35:19 |                                        |                                                                               |          |  |

## Posicionamiento en lista
| Lista (2017)                        | Mejor posición |
| ----------------------------------- | -------------- |
| Australia (ARIA)                    | 3              |
| Austria (Ö3 Austria)                | 2              |
| Bélgica (Ultratop flamenca)         | 4              |
| Bélgica (Ultratop valona)           | 5              |
| Canadá (Billboard Canadian Albums)  | 1              |
| Croatian Albums (HDU)               | 4              |
| República Checa (ČNS IFPI)          | 1              |
| Dinamarca (Hitlisten)               | 22             |
| Países Bajos (Album Top 100)        | 7              |
| Finlandia (Suomen Virallinen Lista) | 7              |
| Francia (SNEP)                      | 6              |
| Hungría (MAHASZ)                    | 1              |
| Irlanda (IRMA)                      | 9              |
| Italia (FIMI)                       | 6              |
| Mexican Albums (AMPROFON)           | 18             |
| Nueva Zelanda (Recorded Music NZ)   | 4              |
| Noruega (VG-lista)                  | 8              |
| Polonia (ZPAV)                      | 9              |
| Portugal (AFP)                      | 4              |
| España (PROMUSICAE)                 | 7              |
| Suecia (Sverigetopplistan)          | 8              |
| Suiza (Schweizer Hitparade)         | 2              |
| Reino Unido (UK Albums Chart)       | 4              |
| Estados Unidos (Billboard 200)      | 1              |
| Estados Unidos (Top Rock Albums)    | 1              |

## Créditos
Linkin Park
- Chester Bennington: voz principal, guitarra rítmica, coros en "Good Goodbye", "Sorry for Now" y "Invisible"; segunda voz en "Sorry for Now"
- Rob Bourdon: batería y percusión; coros en "Good Goodbye", "Talking to Myself" e "Invisible"
- Brad Delson: guitarras; coros en "Good Goodbye", "Talking to Myself" e "Invisible"; guitarra acústica en "Sharp Edges"
- Dave «Phoenix» Farrell: bajo; coros en "Good Goodbye", "Talking to Myself" e "Invisible"
- Joe Hahn: samples y programación; coros en  "Good Goodbye", "Talking to Myself" e "Invisible"
- Mike Shinoda: voz, teclado, coros; guitarra rítmica y rapping en "Good Goodbye"

Addicionales músicos
- Pusha T, Stormzy - rapping aggiuntivo en "Good Goodbye"
- Kiiara - voz aggiuntivo en "Heavy"
- Ilsey Juber - segunda voz en "Talking to Myself" y "Sharp Edges"
- Jon Green - guitarra, bajo y voz aggiuntivo en "Nobody Can Save Me"
- Andrew Jackson - guitarra aggiuntiva en "Talking to Myself"
- Jesse Shatkin - sintetizador y programación en "Invisible"
- Eg White - solo de guitarra y piano en "One More Light"
- Ross Golan - coros en "Halfway Right"